# Шакиров, Камиль Фаязович
Камиль Фаязович Шакиров (1931—1983) — советский работник сельского хозяйства, Герой Социалистического Труда.

## Биография
Родился 10 апреля 1931 года в деревне Большой Сардек Кукморского района Татарской АССР.
Окончил школу фабрично-заводского обучения в г. Грозном, школу мастеров-строителей в Ленинграде и Казанский сельскохозяйственный институт (заочно).
Участник Великой Отечественной войны. После войны работал мастером производственного обучения ФЗО в г. Зеленодольске, затем был бригадиром каменщиков при Кукморском райисполкоме. С 1959 года работал в сельском хозяйстве — сначала слесарем на Янильской МТС Кукморского района, затем председателем колхозов имени Сталина (позже — имени Двадцать второго партсъезда) и «Коммунизмга» в родной деревне. В 1981—1983 годах Шакиров был председателем колхоза «Заветы Ильича» в деревне Чура.
Занимался общественной деятельностью — был депутатом Верховного Совета СССР VII-го созыва.
Умер 10 сентября 1983 года, похоронен в деревне Большой Сардек. Здесь же ему установлен бюст и названа гимназия в его честь. В ГА РФ имеются документы, относящиеся к К. Ф. Шакирову.

## Награды
- 23 июня 1966 года К. Ф. Шакирову было присвоено звание Героя Социалистического Труда с вручением ордена Ленина.
- Также награждён орденом Трудового Красного Знамени и медалями «За отвагу», «За взятие Кенигсберга».